# كريستين مالوني
كريستين مالوني (بالإنجليزية: Kristen Maloney) هي لاعبة جمباز فني أمريكية، ولدت في 10 مارس 1981 في هاكيتستاون في الولايات المتحدة.

## وصلات خارجية
- كريستين مالوني على موقع الاتحاد الدولي للجمباز (licence) (الإنجليزية)
- كريستين مالوني على موقع الاتحاد الدولي للجمباز (biography) (الإنجليزية)
- كريستين مالوني على موقع اللجنة الأولمبية الدولية (الإنجليزية)
- كريستين مالوني على موقع أوليمبيديا (الإنجليزية)